# Hysterura cervinaria
Hysterura cervinaria är en fjärilsart som beskrevs av Moore 1868. Hysterura cervinaria ingår i släktet Hysterura och familjen mätare. Inga underarter finns listade i Catalogue of Life.